# Bonefro
Bonefro is een gemeente in de Italiaanse provincie Campobasso (regio Molise) en telt 1791 inwoners (31-12-2004). De oppervlakte bedraagt 31,1 km², de bevolkingsdichtheid is 58 inwoners per km².

## Demografie
Bonefro telt ongeveer 814 huishoudens. Het aantal inwoners daalde in de periode 1991-2001 met 13,5% volgens cijfers uit de tienjaarlijkse volkstellingen van ISTAT.
| Jaar | Inwoneraantal |
| ---- | ------------- |
| 1991 | 2166          |
| 2001 | 1873          |

## Geografie
Bonefro grenst aan de volgende gemeenten: Casacalenda, Montelongo, Montorio nei Frentani, Ripabottoni, San Giuliano di Puglia, Sant'Elia a Pianisi, Santa Croce di Magliano.